# Anna Beatrice d'Este
Anna Beatrice d'Este (21 luglio 1626 – Mirandola, 25 settembre 1690) è stata una nobildonna italiana, seconda duchessa consorte della Mirandola e terza marchesa consorte di Concordia dal 1656 al 1690, come moglie del sovrano Alessandro II Pico.
Anna Beatrice fu l'ultima effettiva consorte dei sovrani di Mirandola e Concordia, in quanto il successore di suo marito, Francesco Maria Pico, durante il suo regno fu celibe e con lui si vide la fine del Ducato della Mirandola che, dopo la deposizione di Francesco Maria stesso, venne annesso al Ducato di Modena e Reggio.

## Biografia

### Nascita e famiglia
Anna Beatrice d'Este nacque il 21 luglio 1626, figlia di Alfonso III d'Este, futuro duca di Modena e Reggio, e di Isabella di Savoia, che morì un mese dopo per i postumi del parto; suoi nonni paterni furono il duca Cesare d'Este e Virginia de' Medici, unica figlia che il granduca toscano Cosimo I de' Medici ebbe dall'amante (poi seconda moglie) Camilla Martelli; mentre, suoi nonni materni furono il duca Carlo Emanuele I di Savoia e la principessa spagnola Caterina Michela d'Asburgo, figlia del re Filippo II di Spagna e della sua terza moglie Elisabetta di Valois.

### Matrimonio

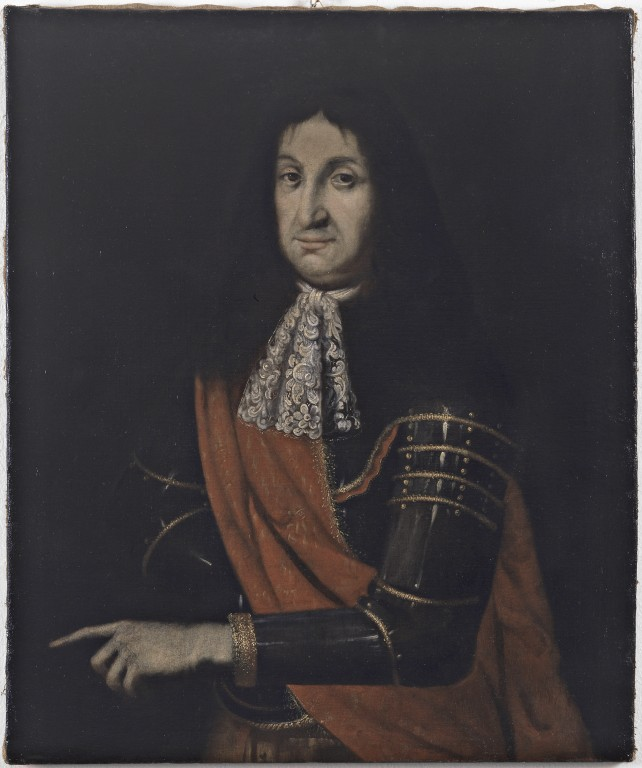
Ritratto di Alessandro II Pico, marito di Anna Beatrice, in un'opera di Giovanni Francesco Cassana, XVII secolo (Museo Civico, Mirandola, Italia)

Anna Beatrice venne data in sposa ad Alessandro II Pico, duca di Mirandola e marchese di Concordia dal 1637, più giovane di lei di 5 anni. Il matrimonio aveva l'obiettivo di rinsaldare i rapporti sempre problematici tra le due casate. Le nozze vennero celebrate il 27 aprile 1656 (secondo altre fonti il 29 aprile) nel Duomo di Modena e nacquero numerosi figli. Come sua moglie, Anna Beatrice divenne duchessa consorte di Mirandola e marchesa consorte di Concordia.

### Morte
Anna Beatrice morì a Mirandola il 25 settembre 1690. Venne sopravvissuta per pochi mesi dal marito, che morì a Concordia il 2 febbraio 1691.
Con la sua morte, Anna Beatrice divenne l'ultima effettiva consorte dei sovrani di Mirandola e Concordia. Infatti, il successore di suo marito, il nipote Francesco Maria Pico, salì al potere a poco più di 2 anni di età e si sposò per la prima volta solamente nel 1716, quando ormai ebbe già perduto tutti i titoli e subito la confisca dei beni (1708); infatti, Francesco Maria venne meno agli obblighi imperiali, schierandosi con i Francesi, venendo così dichiarato decaduto per fellonia ed espulso dal Ducato mirandolese, che poco dopo venne venduto agli Este ed annesso al Ducato di Modena e Reggio.

## Discendenza
Dal matrimonio di Anna Beatrice d'Este con Alessandro II Pico nacquero i seguenti figli:
1. Maria Isabella Pico (* 7 dicembre 1658 – † 23 marzo 1732);[7][8];
2. Laura Pico (* 1660 – † 1720), sposò Ferdinando II Gonzaga, principe di Castiglione delle Stiviere e Solferino e marchese di Medole.[2][4][9] Ebbe discendenza;[9]
3. Francesco Maria Pico (* 18 ottobre[10] 1661 – † 19 aprile[11] 1689), erede designato dal padre, ma premorì a lui.[4][2] A Roma nel 1684 sposò Anna Camilla Borghese, figlia di Giovanni Battista Borghese, II principe di Sulmona, e di Eleonora Boncompagni, figlia di Ugo Boncompagni, IV duca di Sora, e di Maria Ruffo;[4][2][12] Ebbero tre figli:
  1. Antonia Maria Pico (* 28 luglio - † 31 luglio 1686)[11]
  2. Beatrice Eleonora Pico (* 29 luglio 1687 - † 11 marzo 1689)[11]
  3. Francesco Maria Pico (* 1688 – † 1747)[2], successore effettivo di Alessandro II ed ultimo duca regnante della Mirandola.[2][4] Si sposò solamente dopo la sua deposizione, prima con Teresa Spinola y de la Cerda, poi con Maria Guadalupe FitzJames-Stuart y Colón de Portugal, ma da entrambe non ebbe figli.[2]
4. Galeotto Pico (* 18 gennaio[10] 1663 – † 21 febbraio[13] 1730), signore di San Martino Spino;[2]
5. un figlio maschio, gemello di Galeotto (* 18 gennaio 1663[10] – † subito dopo);
6. Virginia Pico (* 12 novembre 1664 – † 23 agosto 1703)[14], monaca clarissa dal 3 marzo 1691;
7. Fulvia Pico (* 1666 – † 28 dicembre 1691[15]), a Napoli il 29 novembre 1687[16] sposò Tommaso d'Aquino (* 1669 - † 1721), principe di Feroleto e Castiglione;[2]
8. Giovanni Pico (* 19 ottobre[17] 1667 – † 21 dicembre 1710[18]), marchese di Quarantoli.[2] Ebbe un figlio naturale poi legittimato:[2]
  1. Alessandro Pico (* c.1705 – † 1787), marchese di Quarantoli, abate di San José de Benavides (Abate Pico), e l'ultimo membro maschio della famiglia Pico.[2] a Madrid nel 1748 sposò Eleonora, figlia di Francesco Pio di Savoia, principe di San Gregorio, duca di Nocera, marchese di Castel Rodrigo, e di Giovanna Spinola y de la Cerda, figlia di don Carlo Filippo Spinola y Doria, marchese di Los Balbazes, duca di San Severino e del Sesto, grande di Spagna.[2]
9. Lodovico Pico della Mirandola (* 1668 – † 1743), cardinale, patriarca di Costantinopoli, prefetto di Palazzo Apostolico;[4][2]
10. Alessandro Pico (* 1670 – † 1711), cavaliere di Malta dal 1685, monaco domenicano dal 1708.[2]

## Ascendenza
|                            |                              |                      | Genitori                       |  |  | Nonni |  |  | Bisnonni       |  |  | Trisnonni        |  |
|                            |                              |                      |                                |  |  |       |  |  | Alfonso d'Este |  |  | Alfonso I d'Este |  |
|                            |                              |                      |                                |  |  |       |  |  | Alfonso d'Este |  |  | Alfonso I d'Este |  |
|                            |                              | Laura Dianti         |                                |  |  |       |  |  | Alfonso d'Este |  |  |                  |  |
| Cesare d'Este              |                              |                      |                                |  |  |       |  |  | Alfonso d'Este |  |  |                  |  |
|                            |                              | Giulia Della Rovere  | Francesco Maria I Della Rovere |  |  |       |  |  |                |  |  |                  |  |
|                            |                              | Giulia Della Rovere  | Francesco Maria I Della Rovere |  |  |       |  |  |                |  |  |                  |  |
|                            |                              | Giulia Della Rovere  | Eleonora Gonzaga Della Rovere  |  |  |       |  |  |                |  |  |                  |  |
| Alfonso III d'Este         |                              | Giulia Della Rovere  |                                |  |  |       |  |  |                |  |  |                  |  |
|                            |                              | Cosimo I de' Medici  | Giovanni dalle Bande Nere      |  |  |       |  |  |                |  |  |                  |  |
|                            |                              | Cosimo I de' Medici  | Giovanni dalle Bande Nere      |  |  |       |  |  |                |  |  |                  |  |
|                            |                              | Cosimo I de' Medici  | Maria Salviati                 |  |  |       |  |  |                |  |  |                  |  |
| Virginia de' Medici        |                              | Cosimo I de' Medici  |                                |  |  |       |  |  |                |  |  |                  |  |
|                            |                              | Camilla Martelli     | Antonio Martelli               |  |  |       |  |  |                |  |  |                  |  |
|                            |                              | Camilla Martelli     | Antonio Martelli               |  |  |       |  |  |                |  |  |                  |  |
|                            |                              | Camilla Martelli     | Fiammetta Soderini             |  |  |       |  |  |                |  |  |                  |  |
| Anna Beatrice d'Este       |                              | Camilla Martelli     |                                |  |  |       |  |  |                |  |  |                  |  |
|                            | Emanuele Filiberto di Savoia | Carlo II di Savoia   |                                |  |  |       |  |  |                |  |  |                  |  |
|                            | Emanuele Filiberto di Savoia | Carlo II di Savoia   |                                |  |  |       |  |  |                |  |  |                  |  |
|                            | Emanuele Filiberto di Savoia | Beatrice d'Aviz      |                                |  |  |       |  |  |                |  |  |                  |  |
| Carlo Emanuele I di Savoia | Emanuele Filiberto di Savoia |                      |                                |  |  |       |  |  |                |  |  |                  |  |
|                            |                              | Margherita di Valois | Enrico II di Francia           |  |  |       |  |  |                |  |  |                  |  |
|                            |                              | Margherita di Valois | Enrico II di Francia           |  |  |       |  |  |                |  |  |                  |  |
|                            |                              | Margherita di Valois | Caterina de' Medici            |  |  |       |  |  |                |  |  |                  |  |
| Isabella di Savoia         |                              | Margherita di Valois |                                |  |  |       |  |  |                |  |  |                  |  |
|                            |                              | Filippo II di Spagna | Carlo V d'Asburgo              |  |  |       |  |  |                |  |  |                  |  |
|                            |                              | Filippo II di Spagna | Carlo V d'Asburgo              |  |  |       |  |  |                |  |  |                  |  |
|                            |                              | Filippo II di Spagna | Isabella d'Aviz                |  |  |       |  |  |                |  |  |                  |  |
| Caterina Michela d'Asburgo |                              | Filippo II di Spagna |                                |  |  |       |  |  |                |  |  |                  |  |
|                            |                              | Elisabetta di Valois | Enrico II di Francia           |  |  |       |  |  |                |  |  |                  |  |
|                            |                              | Elisabetta di Valois | Enrico II di Francia           |  |  |       |  |  |                |  |  |                  |  |
|                            |                              | Elisabetta di Valois | Caterina de' Medici            |  |  |       |  |  |                |  |  |                  |  |
|                            |                              | Elisabetta di Valois |                                |  |  |       |  |  |                |  |  |                  |  |